# Velocia
Velocia é o nono e último álbum de estúdio da banda brasileira de rock Skank, lançado em 2014. Com canções voltadas para o folk e o reggae, o disco conta com participações especiais do rapper carioca BNegão, o cantor e compositor Nando Reis e a cantora paulista Lia Paris e traz um repertório inteiramente inédito e autoral, gravado em estúdio. Produzido por Dudu Marote, que também assinou Calango, O Samba Poconé e Estandarte  da banda.

## Faixas
Todas as letras escritas por Nando Reis, exceto onde indicado, todas as músicas compostas por Samuel Rosa.
| N.º | Título                        | Letras         | Duração |  |
| 1.  | "Alexia" (com Nando Reis)     |                | 4:57    |  |
| 2.  | "Multidão" (com BNegão)       |                | 5:18    |  |
| 3.  | "Do Mesmo Jeito"              | Lucas Silveira | 4:37    |  |
| 4.  | "Aniversário" (com Lia Paris) | Lia Paris      | 3:25    |  |
| 5.  | "Ela Me Deixou"               |                | 4:02    |  |
| 6.  | "Esquecimento"                |                | 4:37    |  |
| 7.  | "Périplo" (com Nando Reis)    |                | 4:09    |  |
| 8.  | "Rio Beautiful"               | Emicida        | 4:22    |  |
| 9.  | "Galápagos" (com Nando Reis)  |                | 3:51    |  |
| 10. | "A Noite"                     | Chico Amaral   | 3:37    |  |
| 11. | "Tudo Isso"                   | Emicida        | 5:01    |  |

## Créditos
Skank
- Samuel Rosa - voz, guitarra e violão
- Henrique Portugal - teclados e vocal
- Lelo Zaneti - baixo e vocal
- Haroldo Ferretti - bateria

Músicos convidados
- Adriano Machado - arregimentação
- Julian Leaper - concertmaster
- Mike & Lori Casteel - music copying
- Milton Guedes - flauta, saxofone
- Vinicius Augustus - saxofone
- Pedro Aristides - trombone e cowbell
- Paulo Márcio  - trompete
- Bruce White, Peter Lale, Rachel Bolt - viola
- Debbie Widdup, Emlyn Singleton, Jonathan Evans-Jones, Julian Leaper, Mark Berrow, Patrick Kiernan, Perry Montague-Mason, Peter Hanson, Steve Morris, Tom Pigott-Smith - violino
- Dave Daniels, Jonathan Williams, Martin Loveday - violoncelo

Produção
- Dudu Marote, Renato Cipriano - produção
- Renato Cipriano - gravação
- Chris Gehringer - masterização
- Alvaro Alencar - mixagem
- Jonathan Allen (Abbey Road), Pablo Muniz (Estúdio Cabeça de Estopa) - gravação adicional
- Paul Pritchard (Abbey Road), Pedro Veloso (Estúdio Máquina) - assistentes de gravação
- Fred Toledo, Sandro Ramos - assistentes de estúdio

Design
- Oriol Angrill Jordà - ilustrações
- Marcus Barão - projeto gráfico
- Sandro Mesquista - supervisão de arte